# Benedict Schulen Schweiz
Die Benedict Schulen Schweiz sind ein privates Schweizer Bildungsunternehmen mit Standorten in Zürich, Bern, Luzern und St. Gallen. Das Angebot umfasst Sprachkurse, Berufsausbildungen, Weiterbildungen sowie Studiengänge auf Bachelor- und Masterstufe. Die Institution wurde 1928 gegründet und zählt heute zu den grössten privaten Bildungsanbietern der Schweiz.
Die Schulen sind Teil der Benedict Education Group, zu der weitere Bildungsmarken wie die BBS/BVS Business School und die BHMS Business & Hotel Management School gehören. Die Gruppe befindet sich vollständig im Besitz des Unternehmers Heinrich Meister, der sie seit Jahrzehnten auf- und ausgebaut hat.

## Geschichte
Im Jahre 1928 eröffnete der Sprachwissenschaftler und ehemalige Professor an der University of Southern California Gaston Bénédict-Schweizer in Lausanne die erste nach ihm benannte Bénédict-Schule. Das erste Sprachhandbuch der Bénédict-Schule erschien im Jahr 1930. 1975 kam es zur Gründung der Bénédict-Schule Zürich. 1996 wurde die Schule um den Bereich Informatik erweitert.
2004 gründeten die Schulen den Fachbereich Medizin und Gesundheit.
Per 1. November 2022 ist Benedict Zürich von der Militärstrasse im Zürcher Kreis 4 an die Vulkanstrasse 106 in Zürich Altstetten umgezogen. Gleichzeitig präsentierte sich die Benedict Schulen Schweiz mit einer überarbeiteten Markenidentität. Unter anderem wurden die Accents aigus (é) im Firmennamen entfernt und das Rot des Logos aufgefrischt.

## Lehrgänge
Handelsschule
An der Tageshandelsschule bieten die Benedict Schulen sämtliche kaufmännischen Profile an. Die Abschlüsse erfolgen mit den vom Verband Schweizerischer Handelsschulen (VSH) anerkannten Bürofach- und Handelsdiplomen sowie dem Eidgenössischen Fähigkeitszeugnis (EFZ) als Kauffrau/Kaufmann. An der berufsbegleitenden Handelsschule werden ebenfalls die VSH-anerkannten Diplome absolviert.
Gesundheitswesen
Es werden Fort- und Weiterbildungen in verschiedenen medizinischen Bereichen angeboten, wie Arzt- und Spitalsekretärin, Gesundheitsberater oder Fitnesstrainer.
Informatik
Neben dem Basiswissen zur Informatik gibt es auch anerkannte SIZ/ICDL-Diplome. Ebenso gibt es den Informatik Lehrgang, bei welchem man nach 4-jähriger Ausbildung, davon 2 Jahre Praktikum, das EFZ für Informatik erhält.

## Zertifizierung
Die Benedict-Schulen verfügen über die eduQua-Zertifizierung, ein schweizerisches Qualitätszertifikat für Weiterbildungsinstitutionen.

## Bekannte Absolventen
- Lucien Favre, ehem. Trainer von Hertha BSC und Borussia Mönchengladbach
- Donghua Li, ehem. Turner und Olympiasieger am Pauschenpferd[4]
- Hakan Yakin, ehem. Schweizer Fussballspieler und heutiger -trainer[5]
- Manuela Frey, Schweizer Topmodel und Unternehmerin[6]

## Benedict Education Group
Die Benedict Education Group ist ein Zusammenschluss von Bildungs- und Dienstleistungsunternehmen im Besitz von Heinrich Meister. Sie umfasst neben den Benedict Schulen auch die BBS/BVS Business School sowie die BHMS Business & Hotel Management School mit Standorten in Luzern und Zürich. Ergänzend betreibt die Gruppe unter dem Namen Piazza 106 ein öffentliches Restaurant mit täglichem Mittagsangebot für Schüler, Mitarbeitende und externe Gäste sowie eine Eventlocation für Firmenanlässe und private Feiern am Standort Zürich-Altstetten.
Die Benedict Education Group ist vollständig privat geführt und befindet sich in Schweizer Eigentum. Es handelt sich dabei nicht um eine Holdingstruktur oder einen Konzern mit externen Anteilseignern.
Die einzelnen Marken verfolgen unterschiedliche inhaltliche Ausrichtungen:
- Die Benedict Schulen bieten Grund- und Weiterbildungen für ein breites Publikum.
- Die BBS/BVS Business School ist auf berufsbegleitende Managementprogramme bis auf Masterstufe spezialisiert.[7]
- Die BHMS fokussiert auf international ausgerichtete Studiengänge in Hospitality und Business Management.[8]

Akademische Abschlüsse auf Bachelor- und Masterstufe werden über die Robert Gordon University in Aberdeen vergeben.